# 覇王樹 (曲)
「覇王樹」（さぼてん）は、2005年8月10日に発売された湘南乃風の4枚目のシングル。発売元はトイズファクトリー。

## 概要
- 前作から4ヶ月振りとなるシングル。

## 収録曲
1. 覇王樹
（作詞・作曲・編曲:湘南乃風）
後に、『とんねるずのみなさんのおかげでした』の『前略、道の駅より → 男気ジャンケン 大人買いの旅』のコーナーの楽曲に使用される。
2. Bombo Claat
（作詞・作曲・編曲:湘南乃風）
3. 湘南乃風 Irie Summer Mix (BK Remix)
湘南乃風のセレクター、BKが手掛けたMIX。
曲順は「Jingle」→「Under The Moonlight〜at the Bord walk〜 (Remix)」→「N.O.S〜New Old Stock〜 feat. NG HEAD (Remix)」→「B.Blues〜Do It!〜 (Remix)」→「ONE〜命の灯火〜」→「札束」→「CLASSIC〜coast side summer remix〜」となっている。
4. 覇王樹 (Instrumental)
5. Bombo Claat (Instrumental)